# فهرس مقالات البصريات
البصريات هي فرع من فروع الفيزياء التي تتضمن سلوك وخصائص الضوء، تشمل تفاعلاته مع المادة وبناء الأدوات التي تستخدمها أو تكتشفها. تصف البصريات عادة سلوك الضوء المرئي، الاشعة فوق البنفسجية، والاشعة تحت الحمراء. لانه الضوء هو موجة كهرومغناطيسية، تُظهر أشكال أخرى من الإشعاع الكهرومغناطيسي مثل الأشعة السينية والميكروويف وموجات الراديو خصائص مماثلة.